# Lisa Joyner
Lisa Marie Joyner (nacida el 31 de diciembre de 1966 en Baltimore, Maryland) es una reportera de entretenimiento.
Ha hecho reportes sobre noticias de famosos en la zona de Los Ángeles para KTTV y KCBS-TV. Joyner está casada con el actor Jon Cryer. Ella es malaya por parte de su padre y sueco/escocesa por parte de su madre.